# Falerno del Massico

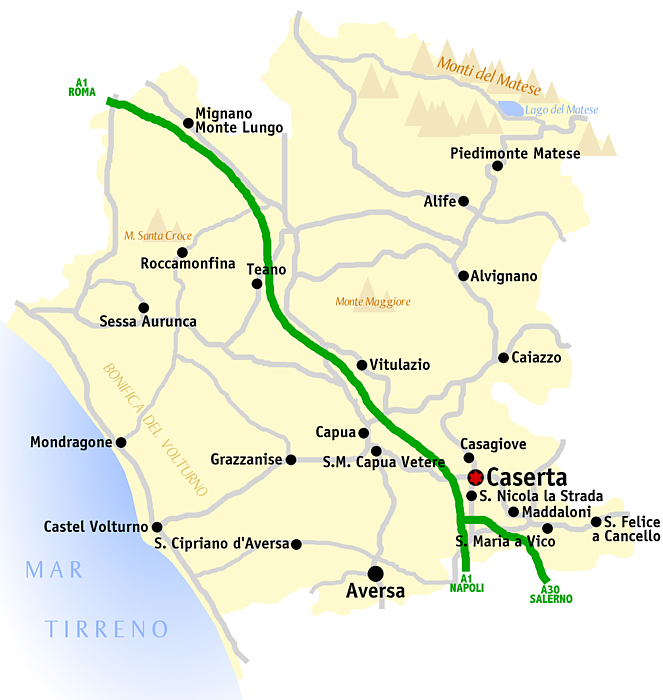
Provinz Caserta

Mit der Bezeichnung Falerno del Massico werden italienische Weiß- und Rotweine aus der Provinz Caserta, Region Kampanien, vermarktet. Die Weine genießen seit dem 3. Januar 1989 den Status einer Denominazione di origine controllata (kurz DOC), die zuletzt am 7. März 2014 aktualisiert wurde.

## Anbau
Zugelassene Rebflächen verteilen sich auf die Gemeinden Sessa Aurunca, Cellole, Mondragone, Falciano del Massico und Carinola rund um den namensgebenden 812 Meter hohen Monte Massico. Dieses Gebiet im Nordwesten Kampaniens liegt ca. 40 km nordwestlich von Neapel und war bereits in der Antike für den berühmten Falerner bekannt.

## Erzeugung
Folgende Weintypen werden erstellt:
- der Falerno del Massico Bianco muss zu mindestens 85 % aus der Rebsorte Falanghina hergestellt werden. Höchstens 15 % andere Rebsorten, die für den Anbau in der Region Kampanien zugelassen sind, dürfen zugesetzt werden.
- der Falerno del Massico Rosso (auch als „Riserva“) muss zu mindestens 60 % aus der Rebsorte Aglianico und höchstens 40 % Piedirosso hergestellt werden. Höchstens 15 % andere Rebsorten, die für den Anbau in der Region Kampanien zugelassen sind, dürfen zugesetzt werden.
- der Falerno del Massico Primitivo (auch als „Riserva“ oder „Vecchio“) muss zu mindestens 85 % aus der Rebsorte Primitivo hergestellt werden. Höchstens 15 % Aglianico, Piedirosso und/oder Barbera, dürfen – einzeln oder gemeinsam – zugesetzt werden.

Wenn die beiden Rotweine mindestens zwei Jahre gelagert wurden, davon mindestens eins im Holzfass, dürfen sie die Bezeichnung „Riserva“ (bei Primitivo „Riserva“ oder „Vecchio“) tragen.

## Beschreibung
Laut Denomination:

### Falerno del Massico Bianco
- Farbe: strohgelb mit grünlichen Reflexen
- Geruch: weinig, angenehm
- Geschmack: trocken, wohlschmeckend
- Alkoholgehalt: mindestens 12,0 Vol.-%
- Säuregehalt: mind. 5,0 g/l
- Trockenextrakt: mind. 15,0 g/l

### Falerno del Massico Rosso
(und Falerno del Massico Rosso „Riserva“)
- Farbe: intensives Rubinrot, mit zunehmender Reife eher granatrot
- Geruch: charakteristisches und intensives Aroma
- Geschmack: trocken oder halbtrocken, warm, voll und harmonisch, für „Riserva“ trocken, warm, voll und harmonisch
- Alkoholgehalt: mindestens 12,5 Vol.-%
- Säuregehalt: mind. 4,5 g/l
- Trockenextrakt: mind. 20,0 g/l

### Falerno del Massico Primitivo
(und Falerno del Massico Primitivo „Riserva“)
- Farbe: intensives Rubinrot, mit zunehmender Reife eher granatrot
- Geruch: charakteristisches Aroma, intensiv und anhaltend
- Geschmack: trocken oder halbtrocken, warm, voll und harmonisch, für „Riserva“ trocken, warm, voll und harmonisch
- Alkoholgehalt: mindestens 13,0 Vol.-%
- Säuregehalt: mind. 4,5 g/l
- Trockenextrakt: mind. 23,0 g/l